# Superior Challenge 21
Superior Challenge 21 (även SC21 eller SC 21), är en kommande MMA-gala som arrangeras av Superior Challenge och initialt var planerad att äga rum klockan 19.00 CET 23 maj 2020 på Cirkus i Stockholm innan den officiellt suspenderades 27 april.
Slutligen gick den av stapeln 28 november 2020.
Superior Challenges galor sänds på Viaplay, TV10 och Fite TV.

## Coronapandemin
Den 11 mars 2020 meddelade Superior Challenge angående det nya läget i världen, med tanke på regleringen från folkhälsomyndigheten gällande max 500 människor på en och samma plats, så var tanken att galan skall gå av stapeln som planerat.
27 april meddelade SC via twitter att galan var suspenderad. Nytt datum för galan är på grund av ovissheten kring pandemin ännu inte satt.
Den 5 november meddelades det att galan nu skulle gå av stapeln 28 november, men efter de strama, nya regler som regeringen meddelade 17 november om den nya normen med max åtta personer uppdaterades Superior Challenges twitter-bio med det nya datumet 23 maj vid Cirkus.